# Manu Thoreau
Pour les articles homonymes, voir Thoreau (homonymie).
 (octobre 2024).
Si vous disposez d'ouvrages ou d'articles de référence ou si vous connaissez des sites web de qualité traitant du thème abordé ici, merci de compléter l'article en donnant les références utiles à sa vérifiabilité et en les liant à la section « Notes et références ».
Manu Thoreau est un humoriste et comédien belge, né le 20 janvier 1968 à Bruxelles et mort le 9 mars 2000 à Ibiza.
Il est connu pour son rôle de commandant dans Faux contact.

## Biographie
Après une licence en sciences économiques à l'université catholique de Louvain, Manu Thoreau obtient le premier prix du Conservatoire royal de Bruxelles et se lance dans le one man show. Il fut tête d'affiche dans deux spectacles « seul en scène » : Manu Thoreau est insortable, mis en scène par Bruno Georis et Ce soir ou jamais, mis en scène par Bernard Cogniaux. Sur la RTBF, il tenait les rênes de Crash TV avec Lidia Gervasi comme chroniqueuse.
Sa carrière prit un tournant décisif en Belgique grâce à la diffusion quotidienne, sur les antennes de Canal+ Belgique, et plus tard de la RTBF, de sketches dans lesquels le comédien apparaissait en commandant de gendarmerie placé dans des situations plus absurdes les unes que les autres. Imaginée au départ d'un extrait de son premier spectacle, cette série de sketches, intitulée Faux contact, pastichait une réelle émission télévisée de sécurité routière, Contacts, animée par le commandant Daniel De Nève.
Le comédien est décédé accidentellement le 9 mars 2000 à Ibiza, à la suite d'une chute d’une falaise. Il préparait une nouvelle émission, Un jour, tu oublieras ta tête, dont les quelques épisodes tournés n'ont jamais été diffusés. Ils sont toutefois disponibles sur un des DVD de Faux contact.

## Spectacles en solo
- 1996 : Manu Thoreau est insortable, mise en scène de Bruno Georis
- 1999 : Ce soir ou jamais, mise en scène de Bernard Cogniaux

## Filmographie

### Télévision
- 1996 - 1997 : Crash TV (présentateur)
- 1997 - 2000 : Faux contact : Le commandant
- 2000 : Un jour, tu oublieras ta tête : Rôles divers (jamais diffusé)